# Eduard Wollitz
Eduard Wollitz, eigentlich Eduardo Maria Wollitz, (* 28. Oktober 1928 in Hamburg; † 15. Oktober 2022) war ein deutscher Opernsänger (Bass).

## Leben
Eduard Wollitz erhielt schon früh Geigen- und Klavierunterricht. Im Gesang wurde er während seines Kapellmeisterstudiums an der Hamburger Musikhochschule (1946) von Bertha Dammann ausgebildet (ab 1948). Seine Karriere begann 1952 am Landestheater von Darmstadt. 1957 erhielt er den Förderpreis des Landes Nordrhein-Westfalen für junge Künstlerinnen und Künstler. Von Darmstadt wechselte er zum Stadttheater von Heidelberg, dem Opernhaus Wuppertal, sowie dem Opernhaus Zürich (1963–65). Von 1966 bis 1974 sang er als erster seriöser Bass beim Staatstheater Wiesbaden. Nebenbei, aber mit gleicher Gewichtung, absolvierte er zahlreiche Konzerte als Oratoriensänger in Deutschland, Europa und USA. 1974 übernahm er die Professur für Gesang an der Johannes Gutenberg-Universität Mainz, wo er ab 1985 auch als Dekan die Leitung des Fachbereiches Musik übernahm (bis 1994). 2007 war er als Dozent an der Frankfurter Singakademie tätig.
Immer wieder führten seine Wege auch zur Orgelmusik. Im Oktober 2010 übernahm er die Wettbewerbsleitung des Internationalen Mainzer Orgelwettbewerbs.
Sein gesammeltes Wissen gab er durch privaten Gesangsunterricht u. a. an Elisabeth Scholl, Christine Esterházy, Erich Pantaleon Bro-Larsen, Paulus Christmann und Frank Segner weiter.
Eduard Wollitz verstarb am 15. Oktober 2022 im Alter von 93 Jahren.

## Schriften
- Heiteres und Bedenkliches: Erinnerungen aus einem langen Sängerleben. Edition Edelfeder. Are Musik-Verlag, Mainz 2011, ISBN 978-3-924522-36-0.
- Seitenwege: „Was wäre wenn…?“ Edition Edelfeder. Are Musik-Verlag, Mainz 2016, ISBN 978-3-924522-57-5.
- Weiteres Heiteres und Bedenkliches. 14 weitere Episoden. Edition Edelfeder. Are Musik-Verlag, Mainz 2018, ISBN 978-3-924522-72-8.
- Die blaue Perle. tredition, Hamburg 2018, ISBN 978-3-7469-2463-2.
- Mein Leben. tredition, Hamburg 2018, ISBN 978-3-7469-8327-1.
- Hell und Dunkel. Eine utopische Erzählung. Edition Edelfeder. Are Musik-Verlag, Mainz 2019, ISBN 978-3-924522-74-2.
- Musik und Leben. tredition, Hamburg 2020, ISBN 978-3-347-10272-9.